# Pietro Antonio Crespi Castoldi
Pietro Antonio Crespi Castoldi (Busto Arsizio, 7 febbraio 1557 – 10 novembre 1615) è stato un presbitero e storico italiano.

## Biografia
Nato a Busto Arsizio, il 25 gennaio 1579 entrò a far parte della congregazione degli oblati e nel 1581 fu ordinato sacerdote dall'arcivescovo Carlo Borromeo, divenendo parroco a Morazzone, un piccolo comune vicino a Varese che all'epoca contava circa 400 abitanti.
Fu proprio a Morazzone che iniziò a scrivere la sua opera Insubria, un'opera di 662 pagine relativa alla storia insubre.
Rimase parroco di Morazzone fino al 1589, quando a Busto Arsizio, suo borgo natale, si rese vacante la terza porzione curata della chiesa prepositurale di San Giovanni Battista in seguito ad una epidemia che aveva colpito anche alcuni membri del clero, tra i quali il primo prevosto Ippolito Seta e i due parroci porzionari. Divenne dunque parroco della terza porzione curata di San Giovanni, sotto il prevostato di Camillo Frigo. Qui fu anche nominato curatore dell'archivio di San Giovanni e prefetto o rettore della biblioteca capitolare, fondata pochi anni prima, quando, nel 1583, fu creata la Pieve di Busto Arsizio che andò a sostituire quella di Olgiate Olona. Qui il Crespi Castoldi ebbe l'opportunità di documentarsi per scrivere una delle sue opere più importanti, ovvero De oppido Busti relationes, pubblicata in latino nel 1614 e della quale esiste una traduzione in italiano prodotta da Luigi Belotti tra il 1925 e il 1927.
Successivamente fu deputato dell'opera di beneficenza della Scuola dei Poveri e sovraintendente della Compagnia del Santissimo Sacramento e della Concordia presso la chiesa di Sant'Antonio Abate, dove fece effettuare alcuni lavori di restauro e ampliamento.
Negli ultimi quindici anni di vita del Crespi Castoldi, Busto Arsizio fu più volte colpita da epidemie e dissesti, i quali furono da lui narrati nelle sue opere di cronista. Alla sua morte, sopraggiunta all'età di 58 anni, fu scritta questa annotazione, in latino, sui registri parrocchiali:
(Registri parrocchiali di San Giovanni Battista, Busto Arsizio)

## Opere
- De oppido Busti relationes (1614), tradotta in italiano da Luigi Belotti nel 1927 con il titolo La storia di Busto e le Relazioni.
- Insubria